# 尤里·韋爾比茨基

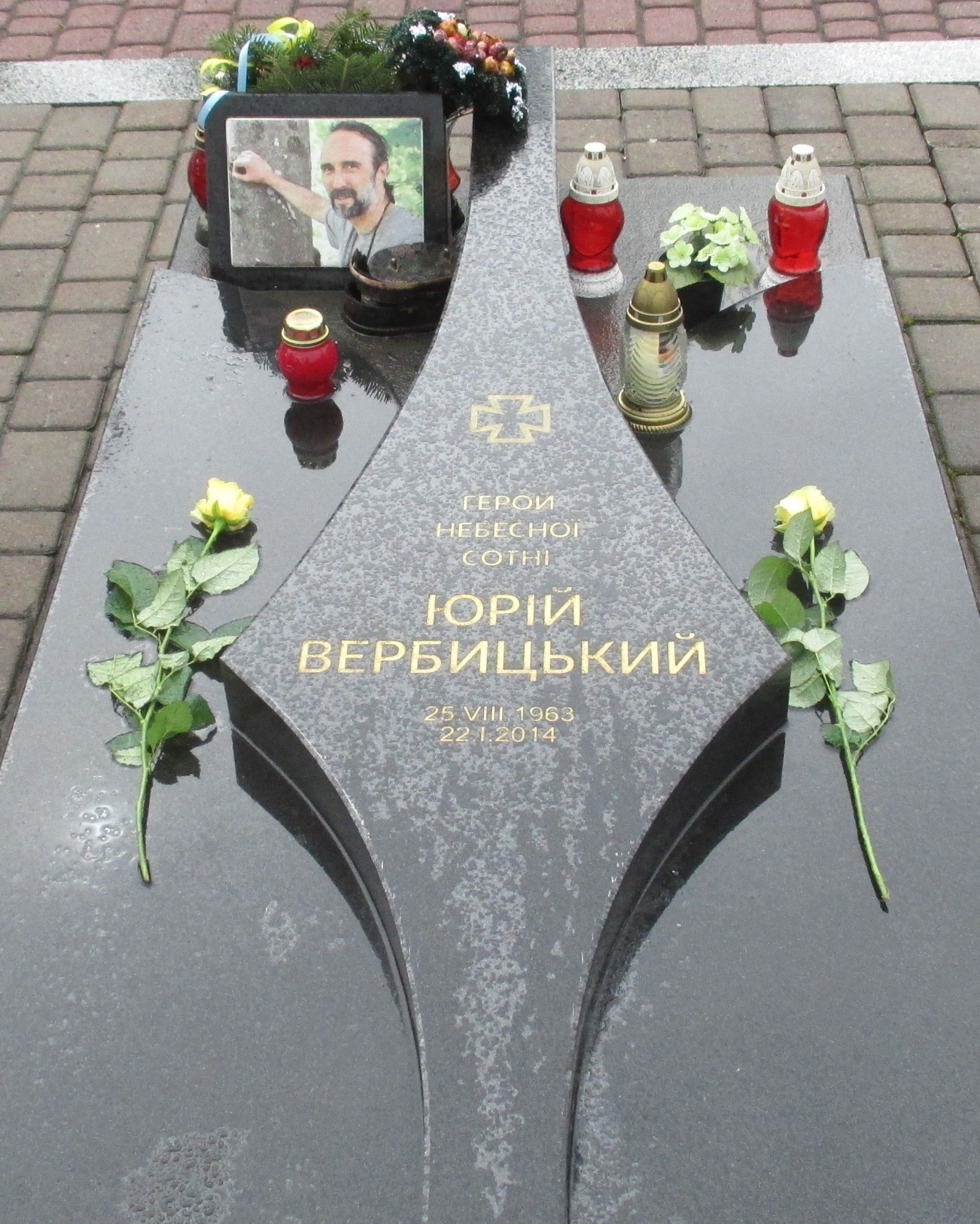
位於利維夫利查基夫公墓的韦尔比茨基之墓

尤里·塔拉索維奇·韋爾比茨基（羅馬化：Yurii Tarasovych Verbytskyi；1963年8月25日—2014年1月21日或22日） ，乌克兰地震学家。乌克兰地球物理学家塔拉斯·韦尔比茨（Тарас Вербицький）之子，地震学家塞爾希·韦尔比茨基（Сергій Вербицький）之兄。广场起义活动家和参与者。2014年1月21日与伊霍爾·盧岑科一同被身份不明的人绑架，并在遭受酷刑后被杀害。逝世後獲追授乌克兰英雄稱號。